# Alaudala
Alaudala là một chi chim trong họ Alaudidae. Nó được tách ra từ chi Calandrella.

## Từ nguyên
Tên chi là dạng thu nhỏ của Alauda.

## Các loài
Bao gồm các loài sau:
- Alaudala athensis (Sharpe, 1900)
- Alaudala cheleensis Swinhoe, 1871
- Alaudala somalica Sharpe, 1895
- Alaudala rufescens (Vieillot, 1819)
- Alaudala raytal (Blyth, 1845)